# Климины
Климины — деревня в Оричевском районе Кировской области в составе Пустошенского сельского поселения.

## География
Расположена на расстоянии примерно 6 км по прямой на юг от райцентра поселка Оричи.

## История
Известна с 1802 года как починок Климовский с 17 дворами. В 1873 году здесь (починок Климинской) было дворов 18 и жителей 145, в 1905 (починок Климинский или Климичи) 33 и 180, в 1926 (деревня Климины или Климичи) 34 и 171, в 1950 25 и 92, в 1989 оставалось 18 жителей. Настоящее название утвердилось с 1939 года.

## Население
Постоянное население  составляло 9 человек (русские 100%) в 2002 году, 6 в 2010.